# Waitaha-pinguïn
De waitaha-pinguïn (Megadyptes waitaha) is een uitgestorven pinguïn-soort. Er is uitgebreid onderzoek gedaan aan fossielen en aan het DNA van de nog levende soort geeloogpinguïn, Megadyptes antipodes. Uit dit onderzoek bleek dat deze uitgestorven soort in prehistorische tijden, voor de kolonisatie door de Polynesiërs (omstreeks 1200 na Chr.) een grote verspreiding langs de oostkust van het Zuidereiland van Nieuw-Zeeland had. Na 1500 werden alleen resten van de nog levende geeloogpinguïn op het Zuidereiland gevonden. De geeloogpinguïn kwam voor 1500 alleen voor op de Nieuw-Zeelandse sub-antarctische eilanden zoals de Aucklandeilanden en Campbell-eiland.
De geeloogpinguïn, die nu door de Europese kolonisatie een bedreigde soort van de Rode Lijst van de IUCN is, profiteerde aanvankelijk van het uitsterven van de waitaha-pinguïn en kon zijn verspreidingsgebied uitbreiden in de paar honderd jaar tussen de Polynesische en de Europese kolonisatie.